# Regne d'Etrúria
El Regne d'Etrúria (en italià: Regno di Etruria) fou un estat satèl·lit que va existir del 1801 al 1807 sota la imposició de Napoleó Bonaparte. Pren el nom d'Etrúria, l'antic nom romà que designava el país dels Etruscs.

## Origen
El Regne d'Etrúria fou creat el 21 de març de 1801 en virtut de la signatura del Tractat d'Aranjuez. En el context de les Guerres Napoleòniques, el duc Ferran III de Toscana fou deposat per la signatura del Tractat de Lunéville el 9 de febrer de 1801, si bé el país estava en mans del govern provisional establert pels francesos el 27 de novembre del 1800 amb Francesco Chiarenti, Enrico Pontelli i Giovanni De Ghores, que va donar pas a una comissió del gran ducat presidida per Giuseppe Francesco Pierallini i amb Antonio Cercignani, Bernardo Lessi i Giulio Piombanti que ja havien assolit el poder a la sortida de Ferran III del país. El 3 d'agost de 1801 en fou proclamat rei Lluís I de Borbó-Parma duc de Parma, nebot de la reina d'Espanya Maria Lluïsa. L'illa d'Elba havia estat transferida a França però es va incorporar al regne l'antic principat de Piombino que fou immediatament bescanviat pels anomenats Presidis Toscans.
Lluís va morir el 27 de maig de 1803 i el va succeir el seu fill Lluís II d'Etrúria sota regència de la vídua Maria Lluïsa de Borbó. El govern de Maria Lluïsa va permetre l'asil d'alguns enemics de Napoleó el que va irritar a aquest que va fer suprimir el regne pel Tractat de Fontainebleau el 10 de desembre de 1807, en el qual es va declarar abolida la monarquia.

## Dissolució del Regne
El 1808 el parlament francès va incorporar el país a França. Un governador general, Jacques François de Boussay, baró de Menou (1750-1810) fou enviat al país i va assolir el poder el maig del 1808 (fins al 3 de març de 1809); es van crear immediatament tres departaments: departament de l'Arno (governat per Bacault de Reully des del 24 de maig del 1808), departament de la Mediterrània (governat per Guillaume Antoine Benoît en funcions des del 25 de febrer del 1808) i department de l'Ombrone (governat per Ange Gandolfo des el 24 de maig de 1808).
Nominalment el país va tornar a ser un estat sobirà el 1809 quant fou donat amb títol de gran duquessa de Toscana a la germana de Napoleó, Elisa Baciocchi, el 3 de març de 1809, i el van conservar fins a l'1 de febrer de 1814. L'administració francesa es va mantenir amb els tres departaments només que ara nominalment formaven part del gran ducat de Toscana; el governador d'Ombrone no fou canviat; a Arno fou nomenat el 15 de març de 1809 Jean Antoine Joseph Fauchet (1761-1834, que el 4 de juny de 1810 fou nomenat baró de Fauchet); a Mediterrània el governador fou canviat el 1810 essent nomenat Michel Augustin de Goyon; els tres governadors van restar al front del governs fins al febrer del 1814.
El febrer de 1814 el país fou evacuat pels francesos i ocupat pels napolitans, i el 27 d'abril de 1814 l'antic gran duc de Toscana Ferran III de Toscana fou restablert en el tron.

## Reis d'Etrúria
- 1801-1803: Lluís I d'Etrúria
- 1803-1807: Lluís II d'Etrúria